# غريغ تومسون
غريغ تومسون (بالإنجليزية: Gregg Thompson)‏ (29 مايو 1961 بسان خوسيه في الولايات المتحدة - ) هو مدرب كرة قدم ولاعب كرة قدم أمريكي في مركز الدفاع، شارك في الألعاب الأولمبية الصيفية 1984. وشارك مع منتخب الولايات المتحدة لكرة القدم. أما مع النوادي، فقد لعب مع Minnesota Strikers ‏ وتامبا باي راوديز.

## وصلات خارجية
- غريغ تومسون على موقع الاتحاد الدولي (مؤرشف)  (الإنجليزية)
- غريغ تومسون على موقع قاعدة بيانات كرة القدم.إي يو (الإنجليزية)
- غريغ تومسون على موقع ناشيونال فوتبول تيمز (الإنجليزية)
- غريغ تومسون على موقع أوليمبيديا (الإنجليزية)